# Lenka
Lenka (nascida Lenka Kripac) (19 de março de 1978, Nova Gales do Sul, Austrália) é uma cantora, compositora e atriz australiana. Começou a cantar no grupo Decoder Ring. Ficou mundialmente famosa com o single "The Show" que tem sido utilizado em inúmeros anúncios, mais notavelmente para Old Navy. Atualmente mora em Los Angeles.

## Biografia

### Início da vida
Lenka nasceu em 19 de março de 1978, na cidade de Nova Gales do Sul, Austrália. Seu nome completo é Lenka Kripac, filha de pai tcheco e mãe australiana. Aos sete anos de idade, sua família se mudou para Sydney, onde lá ela recebeu sua escolaridade e começou sua formação profissional. Sua mãe era uma professora de ensino fundamental, já o pai era músico de jazz e consequentemente foi dele que Lenka herdou o pendor pra música. Foi também com o pai que Lenka começou o ensino musical e aprendeu a tocar piano e trompete. Educada nas artes desda da adolescência, ela curiosamente decidiu começar sua carreira na atuação - estudou com Cate Blanchett, vencedora do Oscar por Blue Jasmine, e logo após a formação, estreou em filmes independentes e séries de TV como Home and Away, Wild Side, Head Start e Spellbinder. Ela atuou em filmes australianos como The Dish e Lost Things, e também em peças de teatro.
Depois de alguns anos, mesmo gostando de atuar, decidiu deixar a carreira como atriz para se dedicar a música, e em 2004 entrou em uma banda de rock-eletrônico crossover intitulado Decoder Ring com quem trabalhou como vocalista por três anos e lançou dois álbuns.
Lenka também já gravou duas músicas ( "Addicted" e "Sunrise") para o músico alemão Schiller.

### Carreira solo
Foi só em 2007, já aos 29 anos, que ela deixou a banda e se mudou para Los Angeles na Califórnia e decidiu perseguir sua paixão por música. Dois anos antes, ela havia participado do álbum do artista de música eletrônica Paul Mac, na faixa Panic Room. No mesmo ano ela assina um contrato com a gravadora Epic e começa a trabalhar em seu primeiro álbum solo.
Após aprovar o seu primeiro nome (que é um nome comum eslavo, e um comum diminutivo do nome eslavo "Lena") como seu nome artístico, Lenka lançou seu álbum de estreia homônimo Lenka em 24 de Setembro de 2008, com "The Show" produzido por Stuart Brawley, escolhido para ser o primeiro single de lançamento do conjunto. O álbum estreou na posição 142 na Billboard 200 e revelou mais dois singles, "Trouble Is A Friend" e "We Will Not Grow Old".
Mais de dois anos depois, Lenka volta aos estúdios para gravar seu próximo álbum. Two o segundo álbum da artista foi lançado em 19 de abril de 2011 e tem como característica principal um "amadurecimento" de Lenka como cantora. O álbum tem todas as características do primeiro, mas é mais adulto, pois conta com um romantismo mais "pé-no-chão" e experiências pessoais diferentes. O álbum revelou três singles, são eles: "Two", "Heart Skips A Beat" e "Everything At Once", e também uma faixa promocional, "Roll With The Punches".
Em 2013, aos 35 anos e depois de ter o primeiro filho, Lenka decidiu bancar suas próprias aventuras musicais, fundando a Skipalong Records e voltou a carreira musical com seu terceiro álbum de estúdio, Shadows que é basicamente um álbum de "lullabyes" (canções-de-ninar), algumas com tom antiquado e outras com um instrumental mais moderno. Shadows lançou os singles "Nothing Here But Love", "Heart To The Party" e "After The Winter". Ainda em 2013, Lenka lança o EP Shadows of Shadows, que traz seis remizes dos singles do álbum Shadows.
Em janeiro de 2014, após o lançamento de uma faixa inédita, intitulada "Unique", Lenka revela já estar trabalhando em seu próximo álbum, e em agosto após lançar um faixa bônus ("Dreamer's Serenade") para o álbum Shadows, revela o título do novo álbum, "The Bright Side".
Atualmente, 2015, Lenka trabalha na divulgação de seu quarto álbum de estúdio, The Bright Side que foi lançado internacionalmente no dia 16 de Junho, com antecipação na Alemanha, no dia 29 de maio. Ela iniciou a turnê "The Bright Side Tuor" para divulgação do novo álbum em 13 de junho. O álbum já conta com o single "Blue Skies" e a faixa promocional "Unique".

### Vida pessoal
Atualmente, Lenka mora com a família em Sydney, na Austrália, mas também possui propriedades em Brooklyn, New York. Ela é casada com o designer visual James Gulliver Hancock desde 2009. O casamento dos dois ocorreu em uma cerimonia privada em Sydney, entre familiares e amigos do casal. Em 27 de setembro de 2011, Lenka anunciou ao publico que estava gravida, e em março de 2012 anunciou via Twitter que havia dado a luz a um menino chamado Quinn Hancock.

## Discografia
| Ano  | Álbum de estúdio                                                                     | Melhor posição nas tabelas musicais | Melhor posição nas tabelas musicais | Melhor posição nas tabelas musicais | Melhor posição nas tabelas musicais | Melhor posição nas tabelas musicais | Melhor posição nas tabelas musicais | Certificação |
| Ano  | Álbum de estúdio                                                                     | AUT                                 | GER                                 | POL                                 | SWI                                 | UK                                  | US                                  | Certificação |
| ---- | ------------------------------------------------------------------------------------ | ----------------------------------- | ----------------------------------- | ----------------------------------- | ----------------------------------- | ----------------------------------- | ----------------------------------- | ------------ |
| 2008 | Lenka - Data de lançamento: 23 de Setembro de 2008 - Selo: Epic                      | 30                                  | 35                                  | 4                                   | 48                                  | 58                                  | 142                                 | - POL: Ouro  |
| 2011 | Two - Data de lançamento: 19 de Abril de 2011 - Selo: Epic                           | 132                                 | 69                                  | —                                   | 88                                  | 5                                   | 196                                 |              |
| 2013 | Shadows - Data de lançamento: 4 de Junho de 2013 - Selo: Skipalong                   | —                                   | —                                   | —                                   | —                                   | —                                   | 22                                  |              |
| 2015 | The Bright Side - Data de lançamento: 16 de junho de 2015 - Selo: Skipalong/ Hickory | —                                   | —                                   | —                                   | —                                   | —                                   | —                                   |              |

## Filmografia
| Ano       | Título        | Personagem                | Notas                    |
| --------- | ------------- | ------------------------- | ------------------------ |
| 2005      | The Alice     | Sally Fleming             |                          |
| 2003      | Lost Things   | Emily                     |                          |
| 2001      | Head Start    | Lucy Swain                | 5 episódios              |
| 2001      | All Saints    | Erin Shanahan             | Can You Hear Me? (#4.19) |
| 2000      | The Dish      | Marie McIntyre            |                          |
| 2000      | Murder Call   | Lily Aureli               | Last Act (#3.16)         |
| 2000      | Above the Law | Dee Anne Williams         |                          |
| 1998      | Wildside      | Jasmine Yakabovich        | Episódio #1.11           |
| 1997      | Medivac       | Nikki Kershaw             | 3 episódios              |
| 1995-1996 | G.P.          | Vesna Kapek               | 23 episódios             |
| 1995-2005 | Cheez TV      | Host - Herself            |                          |
| 1995-1997 | Spellbinder   | Josie                     | 5 episódios              |
| 1994      | Home and Away | Francine 'Frankie' Brooks | 9 episódios              |